# Nervilia platychila
Nervilia platychila är en orkidéart som beskrevs av Rudolf Schlechter. Nervilia platychila ingår i släktet Nervilia och familjen orkidéer. Inga underarter finns listade i Catalogue of Life.